# 앨리스 크리거
앨리스 크리거(Alice Krige, 1954년 6월 28일 ~ )는 남아프리카 공화국의 배우, 제작자이다. 웨스트엔드에 올라간 연극 《무기와 인간》(1981) 출연을 통해 1981년 로런스 올리비에상 신인상을 수상하였다.

## 출연 작품

### 영화
- 불의 전차 (1981)
- 다윗 대왕 (1985)
- 술고래 (1987)
- 슬립워커스 (1992)
- 스타 트랙 8 - 퍼스트 콘택트 (1996)
- 리틀 뱀파이어 (2000)
- 사일런트 힐 (2006)
- 솔로몬 케인 (2009)
- 마법사의 제자 (2010)
- 토르: 다크 월드 (2013)
- 로열 크리스마스 (2017)
- 로열 크리스마스: 세기의 결혼 (2018)
- 로열 크리스마스: 오 마이 베이비 (2019)
- 그레텔과 헨젤 (2020) - 마녀 역

### 텔레비전
- 스타 트렉: 보이저 (2001)
- 로앤오더: 뉴욕 특수수사대 (2006)
- 타이런트 (2014)
- OA (2016-19)
- 스타트렉: 로워덱스 (2021)
- 스타트렉: 피카드 (2023)

### 연극
- 무기와 인간 (1981)